# Doubleheader
Doubleheader – w baseballu: dwa mecze tych samych drużyn rozegrane jednego dnia, zazwyczaj przy tej samej publiczności.
W MLB do sytuacji takiej dochodzi najczęściej w wyniku odwołania zawodów (np. z powodu złych warunków atmosferycznych) i przełożenia ich na inny dzień tej samej lub przyszłej serii (w MLB terminarz układany jest w ten sposób, że drużyny grają ze sobą w seriach 3 lub 4 meczów).
Właściwy doubleheader to dwa mecze rozgrywane jeden po drugim, z około półgodzinną przerwą pomiędzy nimi i przed tą samą publicznością. Określenie to pochodzi z kolejnictwa i oznacza użycie dwóch lokomotyw w jednym pociągu. Dwa mecze jednego dnia, na które sprzedawane są osobne bilety, nie są doubleheaderem w pełni tego słowa znaczeniu, ale często tak nazywane.
W przeszłości dochodziło w MLB do tripleheaderów (trzech meczów jednego dnia), ale dziś nie spotyka się ich w profesjonalnym baseballu.